# Hochstarzel
Hochstarzel är en bergstopp i Österrike.   Den ligger i distriktet Bregenz och förbundslandet Vorarlberg, i den västra delen av landet, 500 km väster om huvudstaden Wien. Toppen på Hochstarzel är 1 974 meter över havet, eller 97 meter över den omgivande terrängen. Bredden vid basen är 0,84 km.
Terrängen runt Hochstarzel är bergig åt sydväst, men åt nordost är den kuperad. Närmaste större samhälle är Mittelberg, 5,4 km öster om Hochstarzel. 
Trakten runt Hochstarzel består i huvudsak av gräsmarker. Runt Hochstarzel är det ganska tätbefolkat, med 52 invånare per kvadratkilometer.